# Romualdas Petrukanecas
Romualdas Petrukanecas –conocico como Romas Petrukanecas– (Vilna, 16 de mayo de 1973) es un deportista lituano que compitió en piragüismo en la modalidad de aguas tranquilas. Ganó una medalla de bronce en el Campeonato Mundial de Piragüismo de 2002, y una medalla de bronce en el Campeonato Europeo de Piragüismo de 2002, ambas en la prueba de K1 200 m.

## Palmarés internacional
| Campeonato Mundial | Campeonato Mundial | Campeonato Mundial | Campeonato Mundial |
| Año                | Lugar              | Medalla            | Competición        |
| ------------------ | ------------------ | ------------------ | ------------------ |
| 2002               | Sevilla (España)   | Medalla de bronce  | K1 200 m           |
| Campeonato Europeo |                    |                    |                    |
| Año                | Lugar              | Medalla            | Competición        |
| 2002               | Szeged (Hungría)   | Medalla de bronce  | K1 200 m           |